# António de Serpa Pimentel

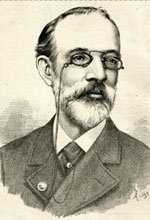
António de Serpa Pimentel

António de Serpa Pimentel (* 20. November 1825 in Coimbra; † 2. März 1900 in Lissabon) war ein portugiesischer Politiker, Professor und Journalist aus der Zeit der portugiesischen Monarchie. Er war Führer der Regenerationspartei. Serpa Pimentel war Abgeordneter und mehrmals Minister sowie ab 1890 Ministerpräsident von Portugal. Er prägte die portugiesische Finanz- und Außenpolitik der späten 1880er Jahre.
Serpa war eines von zehn Kindern des Gelehrten und Abgeordneten Manuel de Serpa Machado und seiner Frau Ana Rita Freire Pimentel. Er studierte Mathematik an der Universität Coimbra, später trat er in die portugiesische Armee ein, wo er den Dienstgrad eines Hauptmanns erwarb. In seiner Jugendzeit sympathisierte Serpa Pimentel mit ultraradikalen und ultrademokratischen Ideen, wurde später jedoch zu einem führenden Mitglied der Regenerationspartei und übernahm im Jahre 1887 den Parteivorsitz vom kurz zuvor verstorbenen António Maria de Fontes Pereira de Melo.
Serpa spielte eine bedeutende Rolle in der fontistischen Regierung von António Maria de Fontes Pereira de Melo (1871–1877), in der er als Wirtschaftsminister die öffentlichen Finanzen stabilisierte, die Staatsschulden konsolidierte, das Steuersystem reformierte und durch das Anzapfen der bedeutenden Vermögen, die Emigranten aus Brasilien mitbrachten, die Abhängigkeit des portugiesischen Staates vom Finanzplatz London reduzierte. Im Jahre 1876 musste er die erste bedeutende Wirtschafts- und Finanzkrise des Landes beherrschen und erwarb sich dabei die Reputation, einer der besten Wirtschaftsfachleute Portugals zu sein.
Ab 1881 fungierte Serpa als Außenminister Portugals. Portugal war zu diesem Zeitpunkt gerade in eine folgenschwere Auseinandersetzung mit Großbritannien um die portugiesischen Kolonialgebiete in Afrika verwickelt. Portugal kontrollierte damals nur die Küstengebiete seiner beiden großen Kolonien Portugiesisch West- und Ostafrika (das heutige Mosambik und Angola) wirklich, nicht jedoch das Hinterland. Das Land verfolgte nun den Plan, die Kolonien in das Hinterland so weit auszudehnen, dass sich die beiden Gebiete berühren würden, um so ein zusammenhängendes, großes portugiesisches Kolonialreich in Afrika zu schaffen. In diesem Zusammenhang beanspruchte es weite Gebiete südlich des Kongobeckens für sich. Serpa versuchte, diese Ansprüche mit Großbritannien zu verhandeln, da der Plan mit britischen Vorstellungen kollidierte, die ihre Kolonien von Ägypten bis Südafrika ebenfalls verbinden wollten. Er reiste als Teilnehmer der portugiesischen Delegation zur Kongokonferenz nach Berlin, musste jedoch als Premierminister 1890/91 die undankbare Aufgabe übernehmen, sich einem britischen Ultimatum zu beugen und auf den Ausbau des Kolonialreichs also zu verzichten. Im Jahre 1892 übernahm er für die Regierungen von José Dias Ferreira und Ernesto Rodolfo Hintze Ribeiro die Verhandlungen mit den Gläubigerstaaten Portugals, nachdem das Land in die tiefste Finanzkrise des 19. Jahrhunderts geraten war.
Serpa war nicht nur Politiker, sondern er hinterließ auch einige Werke mit sozial- und politikwissenschaftlichen Betrachtungen. Sie zeigen ein sehr detailliertes und tiefes Verständnis der gesellschaftlichen Wirklichkeiten am Ende des 19. Jahrhunderts sowie der damaligen philosophischen Strömungen. Er war von den rasanten wissenschaftlichen Fortschritten begeistert, war Anhänger des Evolutionismus von Herbert Spencer und zeigte Akzeptanz für die damals im Aufkommen befindlichen Ideologien Sozialismus und Anarchismus.

## Werke
- Questões de Política Positiva, Coimbra 1881
- O Anarquismo e a Questão Social, Lissabon 1898